# Phare d'Ashdod
Le phare d'Ashdod est un phare actif situé au sud du port d'Ashdod dans le District sud de l'État d'Israël, sur la côte méditerranéenne.

## Histoire
Le phare, mis en service en 1966, se trouve sur Yona Hill, une colline sur le côté sud du port. C'est le phare de débarquement du plus grand port israélien.
Il possède un Système d'identification automatique pour la navigation maritime.

## Description
Le phare est une tour moderne en béton de 42 m de haut. Il émet, à une hauteur focale de 76 m trois éclats blancs toutes les 20 secondes. Sa portée est de 22 milles nautiques (environ 41 km).
Identifiant : ARLHS : ISR001 - Amirauté : N5967 - NGA : 113-21260 .

## Caractéristiques dufeu maritime
Fréquence : 20 secondes (W-W-W)
- Lumière : 0.3 seconde
- Obscurité : 3.7 secondes
- Lumière : 0.3 seconde
- Obscurité : 3.7 secondes
- Lumière : 0.3 seconde
- Obscurité : 11.7 secondes

|          |
| le phare |

|          |
| Le phare |

### Lien connexe
- Liste des phares d'Israël